# William Lundbeck
William Lundbeck (Aalborg, 16 oktober 1863 — Kongens Lyngby, 18 mei 1941) was een Deense entomoloog. Hij was hoogleraar aan de Universiteit in Kopenhagen.